# Ministerstwo Finansów (Szwecja)
Ministerstwo Finansów (szw. Finansdepartementet) – jedno z ministerstw wchodzących w skład szwedzkiego Rządu. Odpowiada za zagadnienia związane z finansami publicznymi, w tym koordynację budżetu państwa, prognozy i analizy gospodarcze, kwestie podatkowe oraz zarządzanie działalnością rządu centralnego. Ponadto zajmuje się rynkami finansowymi, ustawodawstwem konsumenckim, przedsiębiorstwami państwowymi oraz polityką cyfryzacji.

## Kierownictwo
Na czele ministerstwa stoi minister finansów Elisabeth Svantesson. Oprócz niej w skład kierownictwa politycznego wchodzą:
- Niklas Wykman, minister ds. rynków finansowych,
- Erik Slottner, minister ds. administracji publicznej.

Ministrowie samodzielnie powołują swoich najbliższych współpracowników: sekretarzy stanu, zastępcę sekretarza stanu, doradców politycznych oraz rzeczników prasowych. Odpowiadają oni za wspieranie ministrów w planowaniu, koordynacji i ocenie działalności resortu.

## Struktura
Departamenty Ministerstwa Finansów:
- Departament Administracji Publicznej – kwestie dotyczące finansów samorządowych, polityki kadrowej, cyfryzacji administracji, hazardu, zamówień publicznych i statystyki.
- Departament Budżetu – koordynacja polityki budżetowej i nadzór nad budżetem państwa.
- Departament Rynków Finansowych – stabilność systemu finansowego, ochrona konsumentów, dług publiczny, systemy emerytalne, regulacje dla firm i usług finansowych.
- Departament Spraw Międzynarodowych i Gospodarczych – analiza sytuacji gospodarczej, finansów publicznych oraz koordynacja spraw międzynarodowych.
- Departament Podatkowy i Celny – legislacja podatkowa i kwestie związane z cłami.
- Departament Spraw Prawnych i Ogólnych – planowanie operacyjne, koordynacja budżetowa, administracja finansowa i IT, doradztwo prawne dla kierownictwa resortu i większości departamentów.